# Романенко, Всеволод Вадимович
Все́волод Вади́мович Романе́нко (укр. Всеволод Вадимович Романенко; род. 24 марта 1977, Киев) — украинский футболист, вратарь.

## Карьера

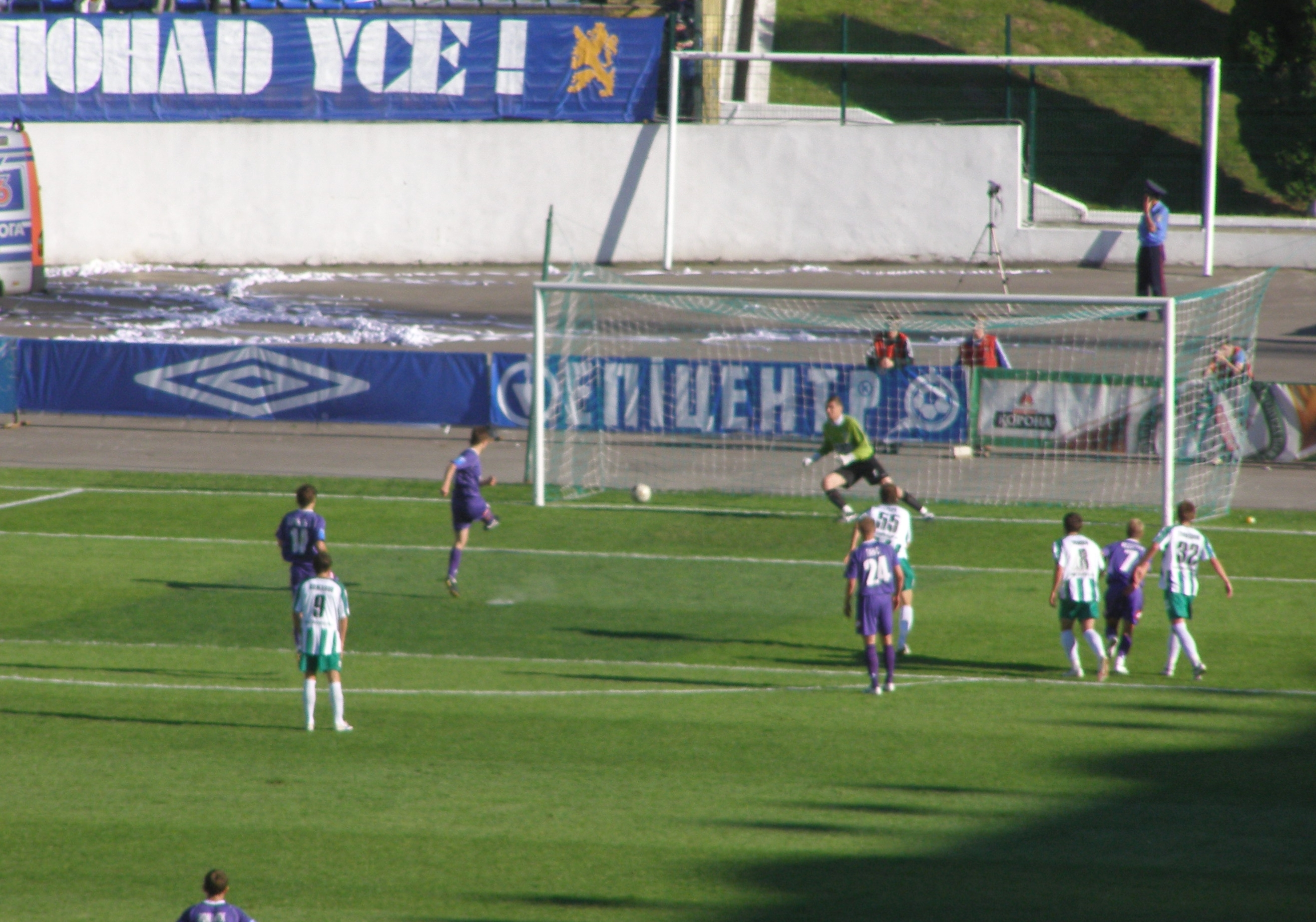
Романенко берёт пенальти в матче со «Львовом».

Играл в клубах: «Динамо-3», «Таврия», «Закарпатье», «Оболонь», «Волынь», «Карпаты», «Ильичёвец», «Прикарпатье». Летом 2012 года перешёл в клуб «Полтава», за который отыграл полгода и сыграл в 18 матчах, затем покинул её в статусе свободного агента.
В 1998 году выступал за молодёжную сборную Украины до 21 года и провёл за неё 2 матча.